# 10416 Kottler
10416 Kottler è un asteroide areosecante. Scoperto nel 1998, presenta un'orbita caratterizzata da un semiasse maggiore pari a 2,2414529 UA e da un'eccentricità di 0,3985495, inclinata di 20,33177° rispetto all'eclittica.